# Donington on Bain
Koordinaten: 53° 20′ N, 0° 9′ W
Donington on Bain ist ein Dorf in der britischen Grafschaft Lincolnshire im Distrikt East Lindsey.
Es liegt circa 10 Kilometer südwestlich von Louth und etwa 10 Kilometer nördlich der Stadt Horncastle in den Lincolnshire Wolds, auf der Ostseite des Flusses Bain. In der Nähe von Donington on Bain befand sich bis 1996 die Radarstation Stenigot der britischen Luftwaffe. Außerdem steht auf dem Gebiet der Gemeinde Donington on Bain der Sender Belmont, zeitweilig das höchste Bauwerk im EU-Raum.
Der Bahnhof Donington on Bain ist mit der Bahnstrecke Louth–Bardney stillgelegt.